# Beautiful Things
"Beautiful Things" é uma canção do cantor e compositor norte-americano Benson Boone. Lançada em 18 de janeiro de 2024, pela Night Street Records e Warner Records, a música é o primeiro single de seu álbum de estreia, Fireworks & Rollerblades (2024). A faixa foi coescrita por Boone, Jack LaFrantz e Evan Blair, sendo produzida por este último. "Beautiful Things" alcançou a segunda posição na Billboard Hot 100. Internacionalmente, a canção liderou as paradas em 19 países, incluindo Austrália, Áustria, Canadá, França, Alemanha, Irlanda, Nova Zelândia e Reino Unido.

## Composição e antecedentes
Benson Boone começou a escrever "Beautiful Things" em 29 de setembro de 2023, logo após se mudar para Los Angeles. Inicialmente, ele começou duas músicas diferentes em duas noites consecutivas, quando o compositor Jack LaFrantz sugeriu combinar as duas canções em uma só, que se tornou "Beautiful Things". Boone citou um relacionamento que havia iniciado recentemente como inspiração.
"Beautiful Things" é uma "balada sobre o significado da vida", na qual Boone reflete sobre a gratidão pela vida, pelo amor e pela "volatilidade da felicidade". A canção adiciona uma camada "mais poderosa" à "suavidade" que ele apresentou em singles anteriores, como "In the Stars", ajudando-o a expressar "todas as suas características" e a realizar diferentes "mudanças vocais". Composta por "versos cheios de alma" combinados com um "refrão poderoso", Boone exibe "vocais crus e emotivos".

## Divulgação
A partir de 3 de dezembro de 2023, Boone começou a divulgar a música de forma gradual no TikTok e no Instagram, acumulando mais de 130 milhões de visualizações com seu som até 18 de janeiro de 2024.
Benson Boone apresentou a canção ao vivo na 67ª edição do Grammy Awards, realizada em 2 de fevereiro de 2025.

## Videoclipe
O videoclipe foi lançado no dia seguinte ao lançamento do single e alcançou meio milhão de visualizações em uma hora. O vídeo apresenta Boone e sua banda se apresentando no topo de uma montanha e foi filmado perto de St. George, Utah. Em fevereiro de 2025, o videoclipe acumulou mais de 500 milhões de visualizações. Ele foi dirigido por Matt Eastin e ganhou um MTV VMA na categoria de Melhor Vídeo Alternativo.

## Desempenho nas paradas
| Tabela musical (2024–2025)                        | Melhor posição |
| ------------------------------------------------- | -------------- |
| Argentina (Billboard Argentina Hot 100)           | 47             |
| Austrália (ARIA Charts)                           | 1              |
| Áustria (Ö3 Austria Top 40)                       | 1              |
| Bielorrússia (TopHit)                             | 2              |
| Bélgica (Ultratop 50 de Flandres)                 | 1              |
| Bélgica (Ultratop 40 da Valônia)                  | 1              |
| Bolívia (Billboard)                               | 21             |
| Brasil (Brasil Hot 100)                           | 32             |
| Canadá (Canadian Hot 100)                         | 1              |
| Canadá (Billboard Canada AC)                      | 1              |
| Canadá (Billboard Canada CHR/Top 40)              | 1              |
| Canadá (Billboard Canada Hot AC)                  | 1              |
| Chile (Monitor Latino)                            | 12             |
| CEI (TopHit)                                      | 1              |
| Costa Rica (Monitor Latino)                       | 4              |
| Croácia (HRT)                                     | 1              |
| Chéquia (Rádio – Top 100)                         | 1              |
| Chéquia (IFPI Česká Republika)                    | 1              |
| Dinamarca (Tracklisten)                           | 3              |
| Equador (Billboard)                               | 18             |
| Japão (Japan Hot 100)                             | 3              |
| Cazaquistão (TopHit)                              | 6              |
| Letônia (LAIPA)                                   | 2              |
| Letônia (LAIPA)                                   | 2              |
| Líbano (The Official Lebanese Top 20)             | 4              |
| Lituânia (AGATA)                                  | 5              |
| Lituânia (TopHit)                                 | 3              |
| Luxemburgo (Billboard)                            | 1              |
| Malásia (Billboard)                               | 13             |
| Malásia (RIM)                                     | 10             |
| MENA (IFPI)                                       | 6              |
| Moldávia (TopHit)                                 | 21             |
| Países Baixos (Dutch Top 40)                      | 2              |
| Países Baixos (MegaCharts)                        | 2              |
| Nova Zelândia (Recorded Music NZ)                 | 1              |
| Nigéria (TurnTable Top 100)                       | 79             |
| Noruega (VG-lista)                                | 1              |
| Panamá (PRODUCE)                                  | 16             |
| Paraguai (Monitor Latino)                         | 4              |
| Peru (Billboard)                                  | 20             |
| Filipinas (Philippine Hot 100)                    | 68             |
| Polônia (Polish Airplay Top 100)                  | 27             |
| Polônia (Polish Streaming Top 100)                | 4              |
| Portugal (AFP)                                    | 1              |
| Romênia (Billboard)                               | 23             |
| Romênia (UPFR)                                    | 2              |
| Romênia (Romanian Radio Airplay)                  | 1              |
| Romênia (Romania TV Airplay)                      | 2              |
| Rússia (TopHit)                                   | 4              |
| San Marino (SMRRTV Top 50)                        | 25             |
| Singapura (RIAS)                                  | 10             |
| Eslováquia (IFPI Slovenská Republika)             | 5              |
| Eslováquia (IFPI Slovenská Republika)             | 1              |
| África do Sul (TOSAC)                             | 2              |
| Coreia do Sul (Circle Chart)                      | 78             |
| Espanha (Productores de Música de España)         | 14             |
| Suécia (Sverigetopplistan)                        | 3              |
| Suiça (Schweizer Hitparade)                       | 1              |
| Ucrânia (TopHit)                                  | 34             |
| Emirados Árabes Unidos (IFPI)                     | 4              |
| Reino Unido (UK Singles Chart)                    | 1              |
| Estados Unidos (Billboard Hot 100)                | 2              |
| Estados Unidos (Billboard Adult Contemporary)     | 2              |
| Estados Unidos (Billboard Adult Top 40)           | 1              |
| Estados Unidos (Billboard Dance/Mix Show Airplay) | 26             |
| Estados Unidos (Billboard Pop 100)                | 1              |
| Estados Unidos (Billboard Rock Airplay)           | 31             |
| Venezuela (Record Report)                         | 31             |

## Certificações
| País                  | Certificado       |
| --------------------- | ----------------- |
| Alemanha (BVMI)       | Platina           |
| Austrália (ARIA)      | 11× Platina       |
| Áustria (IFPI)        | 2× Platina        |
| Bélgica (Ultratop)    | 3× Platina        |
| Canadá (Music Canada) | Diamante          |
| Dinamarca (IFPI)      | Platina           |
| Espanha (PROMUSICAE)  | 3× Platina        |
| Estados Unidos (RIAA) | 5× Platina        |
| França (SNEP)         | Diamante          |
| Itália (FIMI)         | 2× Platina        |
| México (AMPROFON)     | 2× Platina + Ouro |
| Nova Zelândia (RMNZ)  | 4× Platina        |
| Países Baixos (NVPI)  | Platina           |
| Polónia (ZPAV)        | Diamante          |
| Portugal (AFP)        | 4× Platina        |
| Reino Unido (BPI)     | 3× Platina        |
| Suíça (IFPI)          | 2× Platina        |